# Селль Кальман тер (станция метро)
«Селль Кальман тер» (венг. Széll Kálmán tér — площадь Кальмана Селля) — станция Будапештского метрополитена на линии M2 (красной).
Выход со станции осуществляется на площадь Кальмана Селля. Станция имеет большое транспортное значение, поскольку на площади находится крупный автобусно-трамвайный пересадочный пункт, через него проходит значительная часть наземного транспортного потока Буды. «Селль Кальман тер» — одна из восьми (по состоянию на 2014 год) станций Будапештского метрополитена, расположенная в Буде; прочие 44 станции находятся в Пеште.
Станция открыта 22 декабря 1972 года в составе участка «Деак Ференц тер» — «Дели пайаудвар». До 2011 года называлась Moszkva tér (Московская площадь), была переименована в связи с возвращением площади прежнего названия.
«Селль Кальман тер» — самая глубокая станция Будапештского метрополитена, её глубина — 38,4 метра. На станции одна островная платформа пилонного типа.